# Холодновидка
Холодновидка (укр. Холодновідка) — село в Зимневодской сельской общине Львовского района Львовской области Украины.
Холодновидка расположена в юго-западной части Львовского района. На востоке граничит с местностью Сигновка Железнодорожного района Львова, на юге — с с. Басовка, на юго-западе — из с. Басовка, на западе — с. Зимна Вода, на юго-западе — с. Оброшино . Через южную границу села, проходит автомобильная трасса «Львов-Городок» . Расстояние до райцентра составляет 15 км. Расстояние до ближайшей железнодорожной станции Скнилов составляет 4 км.
Население по переписи 2001 года составляло 908 человек. Занимает площадь 0,5 км². Почтовый индекс — 81113. Телефонный код — 3230.

## История
В 1946 г. Указом ПВС УССР село Зимняя Видка переименовано в Холодновидка.